# The Sarah Silverman Program
The Sarah Silverman Program is een komische serie met komiek en actrice Sarah Silverman. De première was op 1 februari 2007 op het Amerikaanse Comedy Central.

## De Serie
De serie draait om Sarah Silverman, Laura Silverman, Brian Posehn, Steve Agee en Jay Johnston. Sarah Silverman speelt een fictieve versie van haarzelf, een werkloze, onvolgroeide vrouw die een onverantwoord leven leidt. Haar opvallendste kenmerk is haar onverbloemde kinderlijke zelfabsorptie, die vaak leidt tot lastige situaties waarin ze haar vrienden, familie en totale vreemden personen altijd kan beledigen. Laura Silverman speelt haar verantwoordelijke zuster die dezelfde naam heeft. Deze zuster zorgt voor Sarah. Laura betaalt Sarahs huur en helpt haar in de meeste situaties.

## Rolverdeling
- Sarah Silverman - Zichzelf
- Laura Silverman - Zichzelf
- Brian Posehn - Brian Spukowski
- Steve Agee - Steve Myron
- Jay Johnston - Agent Jay McPherson